# Fynn Arkenberg
Fynn Arkenberg (* 4. März 1996 in Neustadt am Rübenberge) ist ein deutscher Fußballspieler. Er steht beim FC Gütersloh unter Vertrag.

## Karriere
Arkenberg spielt seit 2011 für die Jugend von Hannover 96. Dort kam er zunächst in der U-17-Bundesliga 2012/13 bis auf den letzten Spieltag immer zum Einsatz und erzielte ein Tor. Die Saison wurde schließlich auf Platz drei beendet, wobei mit drei Punkten Rückstand die Qualifikation für die nationale Endrunde nur knapp verfehlt wurde.
Im Jahr darauf spielte er für die A-Jugend. Am siebten Spieltag bestritt er sein erstes Spiel, ein weiterer Auftritt folgte am 13. Spieltag, bevor er seit dem 22. Spieltag gesetzt war und bis Ende der folgenden Saison lediglich noch zwei Spiele verpasste, während er beinahe immer durchspielte. Die Saison 2013/14 wurde dabei mit Platz zwei beendet, was die Qualifikation für die Endrunde bedeutete. Das Halbfinale wurde gewonnen, doch die Mannschaft unterlag im Finale unter Trainer Daniel Stendel gegen die U19 der TSG 1899 Hoffenheim unter Julian Nagelsmann mit 0:5.
Die folgende Saison wurde ähnlich erfolgreich beendet: Hannover erreichte zwar erneut Platz zwei mit einem Punkt Rückstand, konnte sich aber aufgrund des Modus nicht für die nationale Endrunde qualifizieren. 2015 stieg er in die zweite Mannschaft Hannovers auf. In der Fußball-Regionalliga Nord 2015/16 war er von Anfang an Stammspieler und bestritt beinahe jedes Spiel. Am 7. Mai 2016 gab er sein Bundesligadebüt gegen die TSG 1899 Hoffenheim, erneut unter Daniel Stendel gegen Julian Nagelsmann. Er spielte dabei 90 Minuten als Rechtsverteidiger als Ersatz für Hiroki Sakai durch.
In der Saison 2017/18 stand Arkenberg wieder ausschließlich im Kader der zweiten Mannschaft. Er kam in 33 Regionalligaspielen zum Einsatz und erzielte ein Tor.
Zur Saison 2018/19 wechselte der Verteidiger in die 3. Liga zum Halleschen FC, bei dem er einen Vertrag mit einer Laufzeit bis zum 30. Juni 2020 unterschrieb. Nach 17 Liga- und drei Sachsen-Anhalt-Pokalspielen für den HFC, mit dem er Tabellenvierter wurde, erfolgte Mitte August 2019 die Auflösung des Vertrages, um Arkenberg einen Wechsel zum Regionalligisten SV Rödinghausen zu ermöglichen.
Ab der Saison 2021/22 spielte Arkenberg erneut beim Drittligisten TSV Havelse, für den er schon in der Jugend aktiv war. Am Saisonende stieg man wieder in die Regionalliga Nord ab. Zur Saison 2022/23 kehrte er zu Hannover 96 in die zweite Mannschaft zurück. Zur Saison 2024/25 stieg die Mannschaft in die 3. Liga auf. Arkenberg verlängerte seinen Vertrag bis zum Ende der Saison 2024/25.
Im Juni 2025 wechselte Arkenberg zum FC Gütersloh in die Regionalliga West.

## Titel
- Meister der Regionalliga Nord: 2024
- Meister der Regionalliga West: 2020
- Sachsen-Anhalt-Pokalsieger: 2019